# Evangelische Stadtkirche (Schorndorf)

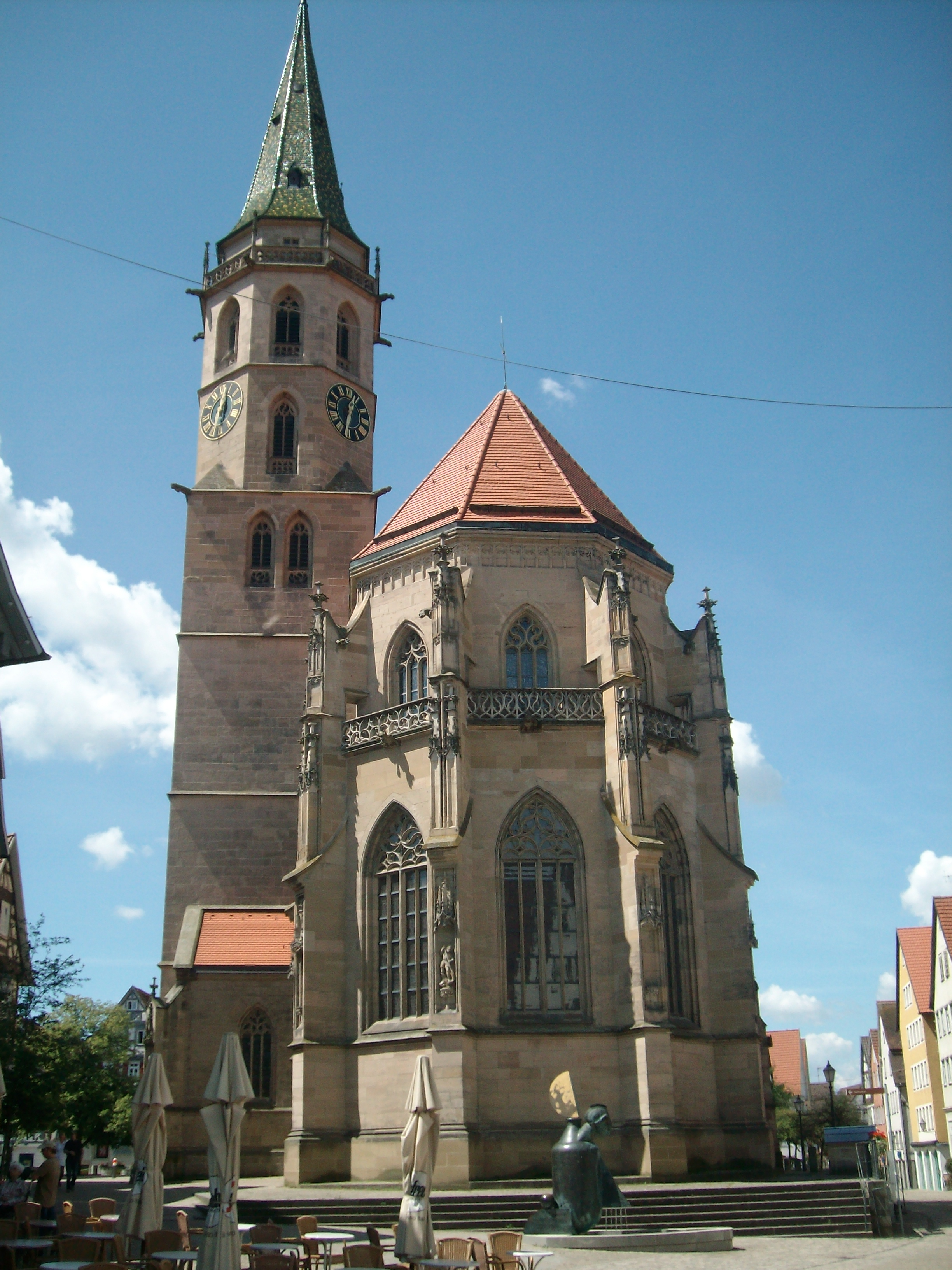
Die Evangelische Schorndorfer Stadtkirche von Osten aus mit Chor und Kirchturm

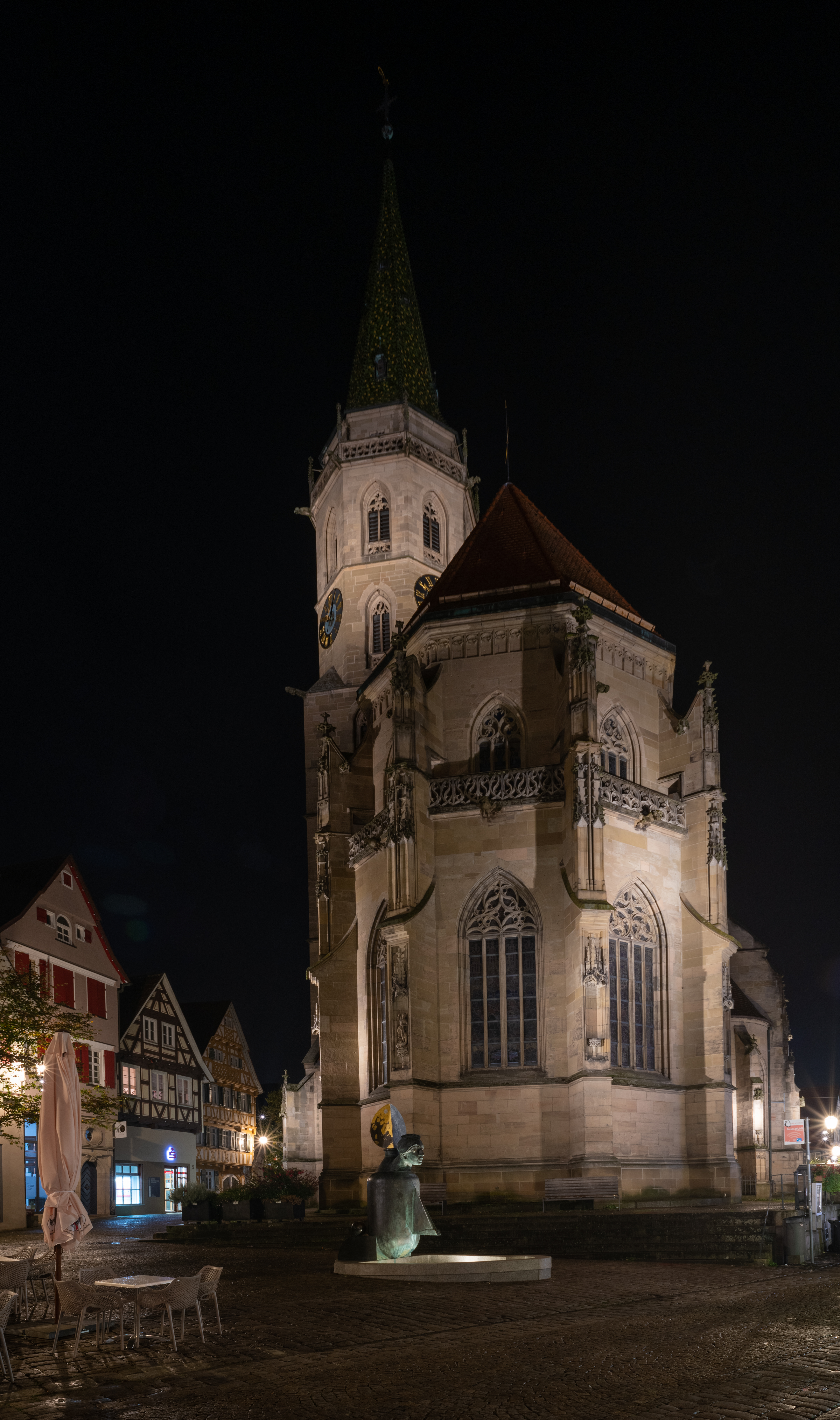
Schorndorfer Stadtkirche von Osten aus mit Chor und Kirchturm bei Nacht

Die spätgotische Stadtkirche erhebt sich im Zentrum der Stadt Schorndorf westlich des historischen Marktplatzes und bildet mit ihrem 66 Meter hohen Turm einen dominanten Blickfang. In der Altstadt erscheint sie als wichtiger Bezugspunkt und ist eine der bedeutendsten Sehenswürdigkeiten der Stadt.
Mit dem Bau der Kirche, der durch Ablässe finanziert wurde, wurde an Ostern im Jahre 1477 begonnen. Seit 1534, kurz nach der Reformation, ist die Gemeinde der Stadtkirche evangelisch. Beim großen Stadtbrand im Jahre 1634 wurde beinahe die komplette Stadt zerstört, so auch ein Großteil der Kirche. Das Langhaus und der Kirchturm brannten ab; einzig die Chorgewölbe hielten Stand. Der erneute Aufbau der Kirche dauerte bis 1660, also etwa fünfundzwanzig Jahre. Aufgrund häufiger Bau-, Restaurierungs- und Erneuerungsmaßnahmen in den Jahren bis heute weist die Kirche eine große Zahl an verschiedenen baustilistischen Einflüssen auf. Älteste Elemente sind die Figuren der Heiligen Sebastian und Rochus und Reste eines Wandbildes an der Westwand des südlichen Hauptportals sowie die Wurzel-Jesse-Darstellung im Marienchor.

## Geschichte

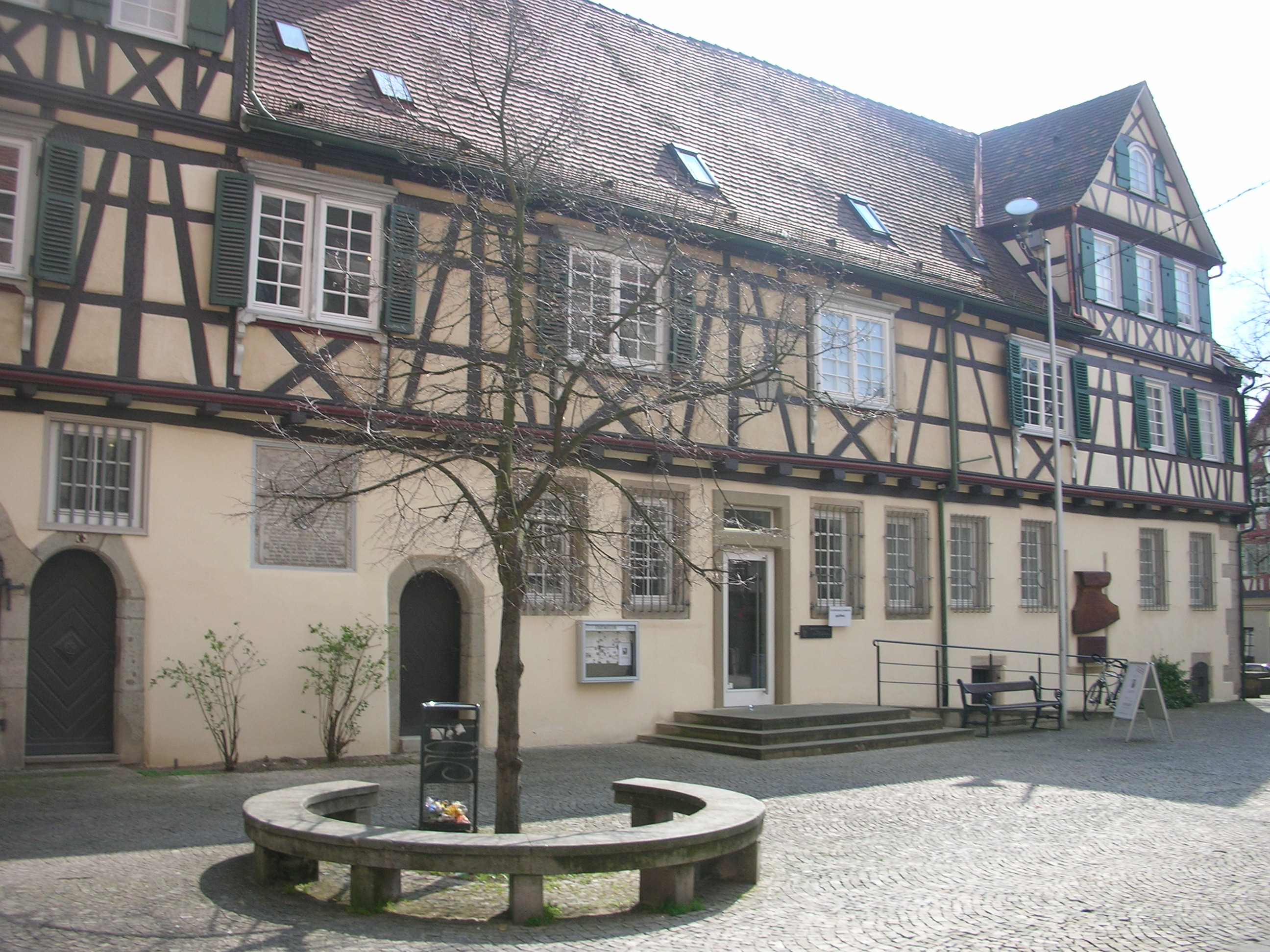
Das Schorndorfer Stadtmuseum befindet sich direkt gegenüber dem Südportal der Stadtkirche am Kirchplatz.

Im 6. Jahrhundert ist das Herzogtum Alemannien christianisiert worden. Damals gewährten die neuen fränkischen Herren den Winterbacher Gauvorstehern das Eigenkirchenrecht: Ihnen stand die Entscheidung über Kirchbauten und die Ernennung von Geistlichen zu. So entstanden erste Kirchbauten in Winterbach und im Schorndorfer Westbereich „Uff dem Sand“. Die Schorndorfer Kirche war bis ins 13. Jahrhundert eine Filiale der Winterbacher Muttergemeinde. Seit 1275 ist Schorndorf als selbständige Pfarrei bezeugt. Spätestens 1359 war Schorndorf Mutterkirche der Gemeinden in Winterbach, Weiler und Geradstetten. 1534 ist mit der Einführung der Reformation in Württemberg auch die Schorndorfer Kirchengemeinde evangelisch geworden.

## Baugeschichte
Die fränkische Holzkirche wurde im 12./13. Jahrhundert durch einen Steinbau im staufischen Wehrkirchenstil ersetzt. Diese Kirche hatte ein Ausmaß von etwa 25 mal 15 Meter. Im 15. Jahrhundert fiel die Entscheidung für einen Neubau. Hierzu wurde 1465 ein Ablass ausgeschrieben; ein weiterer Ablass von 1478 soll den Turmbau finanziert haben. 1477 konnte mit dem Bau der dreischiffigen Hallenkirche im spätgotischen Stil begonnen werden.
Der Stuttgarter Baumeister Aberlin Jörg begann den Kirchbau auf der Westseite. Um 1488 waren die Wände des Langhauses bis zum Nordportal fertiggestellt. Nach dem Tod von Jörg führte der Uracher Baumeister Peter von Koblenz die Arbeiten fort. Um 1500 waren das Kirchenschiff mit den Innenmaßen von ungefähr 19 mal 35 Meter, die beiden das Dachwerk tragenden Säulenreihen und der Glockenturm vollendet. Gegen 1502 wurde durch Jakob von Urach die Marienkapelle erbaut. Auch das Rippengewölbe mit der Wurzel Jesse dürfte auf Jakob von Urach zurückgehen, der dafür wohl einen Entwurf von Anton Pilgram verwendet hat. Der Hochchor wurde noch von Jakob von Urach begonnen, dann aber (um 1530) von dem Schorndorfer Steinmetzen Thomas Busch fortgeführt.
Gegen 1560 war der Hochchor im Wesentlichen fertiggestellt. Jörg Busch, der Sohn des Thomas Busch, gestaltete dann noch die Wasserspeier, die Kreuzblumenbekrönungen und den Chorumgang. 1579 ergänzte der Allgäuer Steinmetzmeister Caspar Schnitzer das Schiff durch die Zwillingswendeltreppe, die einen Zugang zu den Emporen vom Kirchplatz aus ermöglichte.
Am 24. November 1634 wurde Schorndorf durch kaiserliche Truppen in Brand geschossen. Fast die gesamte Stadt brannte damals nieder. Auch die Kirche geriet in Brand; das brennende Dach stürzte samt den Säulen in das Schiff. Hoch- und Marienchor sowie die Portalvorhallen blieben stehen. Man richtete dann zunächst eine Notkirche im Chor ein. Nach einer großen Sammelaktion, die 1642 begann, wurde auch das Langhaus neu aufgebaut. Der Ulmer Baumeister Joseph Furttenbach wandelte bis 1660 die ursprünglich dreischiffige Hallenkirche in eine stützenfreie Predigtsaalkirche als Querkirche um. Die Kanzel kam an die Nordwand, der Altar blieb an seinem Platz vor dem Chor. Grund für diese Umstrukturierung war das seit der Reformation veränderte Gottesdienstverständnis, das nun die Predigt und nicht mehr den Messopfer-Altar der katholischen Praxis in den Mittelpunkt stellte. Der Dachstuhl des Schiffs mit seiner sehr stabilen Hängewerk-Konstruktion trägt die den gesamten Raum überspannende Kassettendecke über der lichten Weite von gut 19 Metern, gefertigt von den Ulmer Werkmeistern Lienhardt (Leonhard) und Martin Buchmüller. 1709 rückte man die Kanzel wieder an den Chorbogen. Ein weiterer Umbau erfolgte 1767 durch Johann Friedrich Weyhing. Er erneuerte die Emporen, nun in sehr geschwungenen Formen. Die Kanzel rückte nun wieder an die Nordseite des Langhauses.
Im 19. Jahrhundert wurden verschiedene Restaurations- und Erneuerungsarbeiten durchgeführt, so beispielsweise an Strebepfeilern und am Dachgesims des Chorumgangs.
Ab 1902 erfolgte eine gründliche Außen- und Innenrenovierung durch den Stuttgarter Baurat Heinrich Dolmetsch und nach dessen Tod 1908 durch seinen Sohn Theodor Dolmetsch. Im Innern wurde der Quersaalgedanke konsequent verwirklicht: Auch Taufstein und Altar rückten nun an die Nordwand. Unter den zum Korbbogen umgestalteten Chorbogen brachte man eine Sängertribüne an, was den Ausblick in den Chor erheblich behinderte; die Emporenführung wurde stark vereinfacht. Neu erstellte man die beiden oberen Geschosse des Turms in neugotischem Stil und erneuerte auch den Treppenturm.
Die letzte große Umgestaltung 1958, für die Professor Paul Heim verantwortlich zeichnete, entschied sich wiederum für die Längsorientierung der Kirche. Die Kanzel kam wieder an den Ort von 1709, der Altar unter den Chorbogen. Der Taufstein fand seinen Platz vor der nunmehr geöffneten Marienkapelle, die vorher zugemauert und als Sakristei genutzt worden war. Die neue Orgel kam auf die Westempore. Damit wurde in dieser Hinsicht der ursprünglichen Raumkonzeption entsprochen; die Gottesdienstbesucher haben wieder freien Ausblick in den Hochchor. Einziger Nachteil dieser Raumaufteilung sind die erheblichen Entfernungen im Gottesdienstraum.

## Äußeres der Kirche

### Südseite
Auf der Südseite befindet sich die mit Spitzbogenfenstern ausgestattete Sakristei. Sie ist einst als Frühmesskapelle benützt worden. Mit einem Pultdach schließt sie an den Turm an.
Der Turmstock ist zunächst in quadratischem Grundriss viergeschossig aufgebaut. Dann folgt ein zweigeschossiger achteckiger Teil, über dem sich oberhalb des Umgangs das zurückgesetzte Geschoss der ehemaligen Türmerwohnung befindet. Der steile Achteckhelm geht ebenso wie die Teile oberhalb des quadratischen Turmstocks auf die Erneuerung von 1902 und 1903 zurück.
Die Gesamthöhe des Turms beträgt seitdem 63 Meter bis zur abschließenden Kugel, mit Hahn sogar 66 Meter.
An der Südseite der Kirche, links neben dem Treppenturm, befindet sich das sogenannte „Brauttörle“. Seine Vorhalle besitzt ein Netzrippengewölbe. Das Brautportal wird links oben durch die Darstellung einer klugen und einer törichten Jungfrau (Matthäus 25,1–13 ) geschmückt, die um 1495 von Kirchbaumeister Peter von Koblenz geschaffen und 1904 von Karl Lindenberger und Friedrich Rühle restauriert wurde.

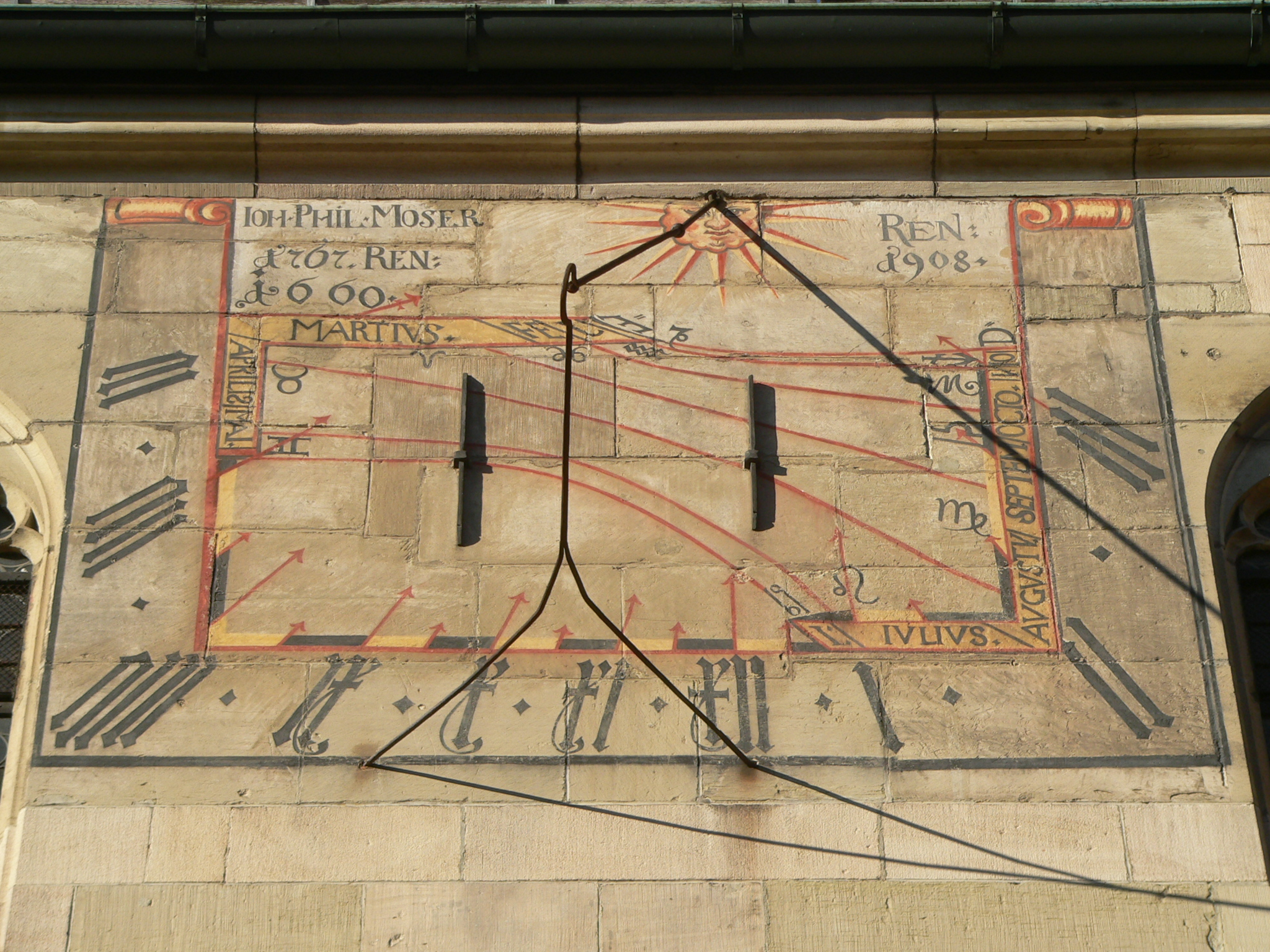
Sonnenuhr

Neben dem „Brauttörle“ liegt das Südportal. Ein gemeinsamer überhoher Aufbau – der sogenannte Schopf – übergreift sowohl die Vorhalle als auch die erste Einsatzkapelle. Das Mauerwerk des Schopfs bezieht die benachbarten Strebepfeiler mit ein. Die Vorhalle hat ein Sternrippengewölbe und ist mit drei Sandsteinfiguren ausgestattet: Links ist der Heilige Sebastian dargestellt, rechts der Heilige Rochus. Beide Pestheilige wenden sich fürbittend an die über ihnen angebrachte Figur, die Gottvater darstellt. An der Westwand der Vorhalle sind wenige Reste eines Wandbildes der Himmelfahrt Mariä zu erkennen. An der Südwand des Schopfs befindet sich eine gemalte Sonnenuhr, die von 1660 stammt und 1767 und 1908 erneuert wurde.

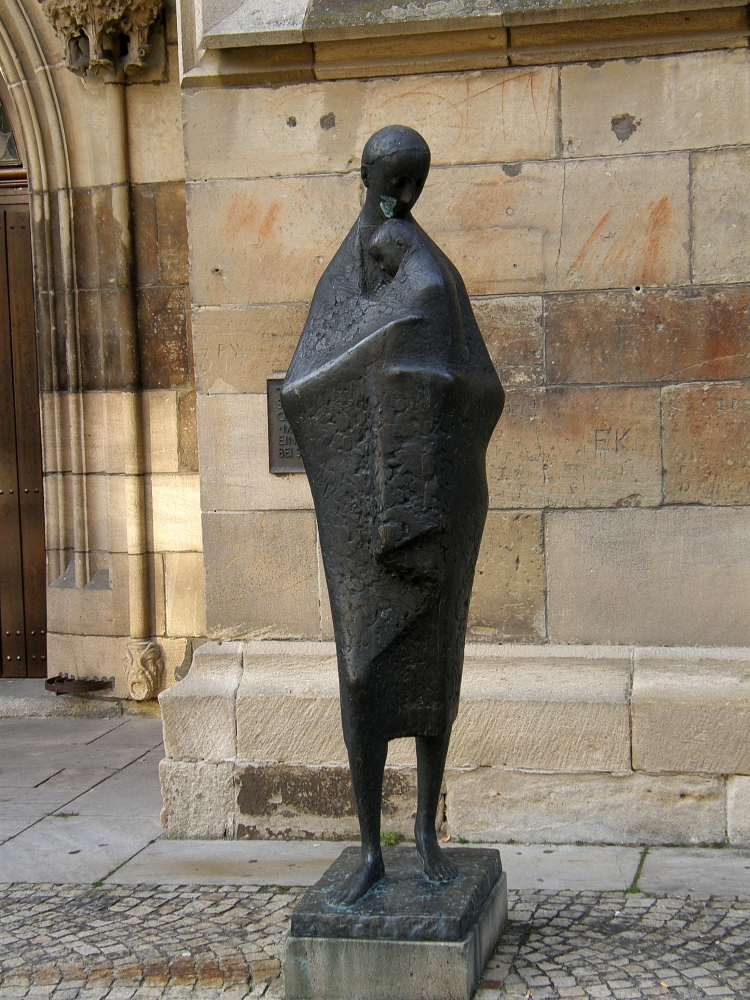
Plastik „Mutter mit Kind“

Die rechts vom Südportal stehende Plastik „Mutter mit Kind“ stammt vom Strümpfelbacher Künstler Prof. Fritz Nuß. Dieser Zweitguss – das Original steht in Strümpfelbach – wurde 1988 aufgestellt. Die an der Stadtkirchenmauer angebrachte Tafel interpretiert die Plastik mit Hilfe eines Psalmzitats (Psalm 131, 2): „Meine Seele ist still und ruhig geworden wie ein kleines Kind bei seiner Mutter“.
Die zweite Einsatzkapelle ist in halber Wandhöhe mit einem Pultdach abgeschlossen. Der seitlich gerundete Treppenhausausbau enthält die bemerkenswerte Zwillingswendeltreppe von 1579. Im Giebel fallen zwei Delfine auf; es handelt sich bei ihnen allerdings um Kopien. Die Originale befinden sich im Inneren des Treppenhauses. Delfine symbolisieren in der christlichen Kunst Christus, der die Seelen der Verstorbenen führt.

### Westseite
Auf der rechten Seite der Westfront der Kirche befindet sich eine Inschrift; unter der Jahreszahl 1477 ist zu lesen: „ob(iit) elisabeth schrinerin“. Diese Inschrift erinnert an die Stifterin des Sakramentshauses der Kirche, die 1477 – im Jahr des Baubeginns – gestorben ist. Es ist das älteste an der Kirche zu lesende Datum.
Ansonsten ist die Westwand der Kirche eher karg ausgeführt, jedoch ist sie aufgrund ihres massiven Erscheinens dennoch beeindruckend. Über dem doppeltorigen Portal fällt ein Rosettenfenster mit Fischblasenmaßwerk ins Auge, in dem sich seit 1961 ein Glasgemälde dreier posaunenblasender Engel des Schorndorfer Künstlers Werner Oberle befindet.
Die beiden Rundbogenfenster neben dem Portal gehen auf die Kirchenerneuerung von 1909 zurück.

### Nordseite
Die Nordseite der Kirche wirkt architektonisch deutlich interessanter. Drei mächtige Strebepfeiler, zwischen denen zwei hohe Fenster die Mauerfläche durchbrechen, gliedern den rechten Teil der Nordfassade. Danach folgen insgesamt drei Einsatzkapellen von halber Wandhöhe. Sie werden zusammen mit der Portalvorhalle von einem gemeinsamen Pultdach überspannt. Vom Netzgewölbe der Portalvorhalle sind nur noch einige Ansätze von mit Astwerk belegten Rippen erkennbar. Auf der linken Seite oberhalb des Portals ist die Figur eines Mannes mit Schild in überdrehter Schrittstellung zu sehen, daneben ein unvollständiges Reptil. Auf der rechten Seite ist ein geschupptes vierbeiniges Ungeheuer dargestellt.

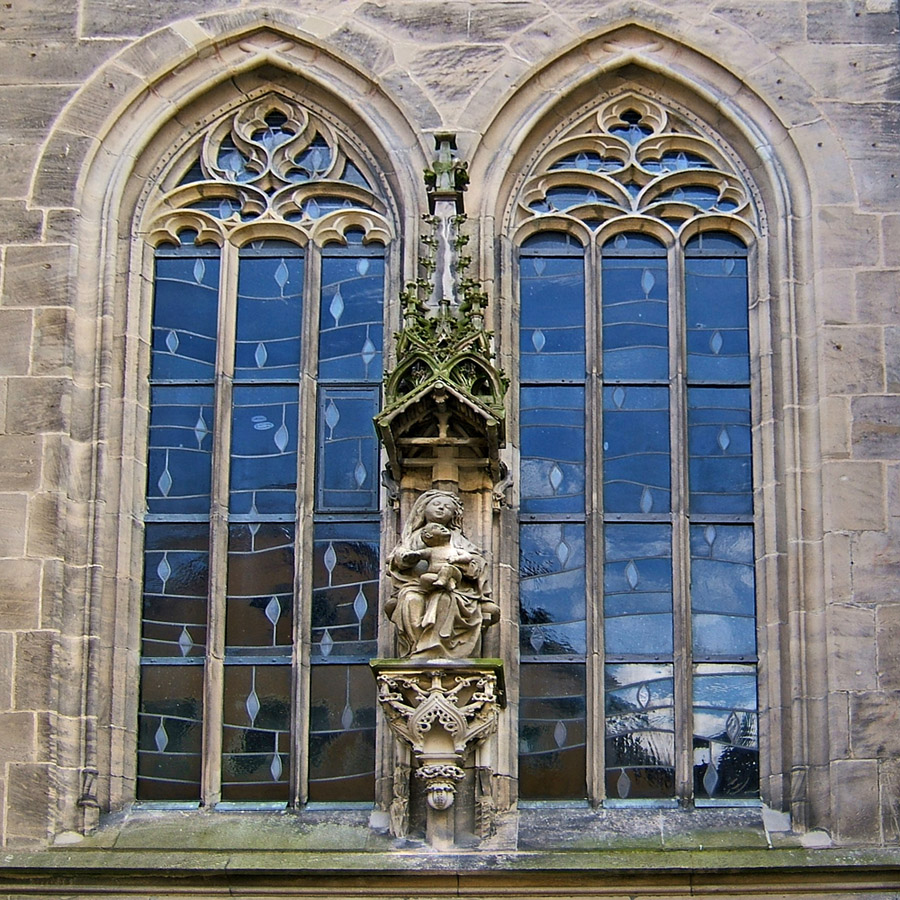
Spitzbogenfenster mit Muttergottes

Das Nordportal weist zwei bemerkenswerte Figuren auf: Rechts die Heilige Katharina, die nach der Legende mit einem messerbesetzten Rad hingerichtet wurde (das einst vorhandene Rad fehlt jetzt), und links die Heilige Barbara, die von ihrem Vater in einem Turm gefangengehalten wurde. Im Turm ist ein Kelch zu erkennen; dies erklärt sich dadurch, dass Barbara als Schutzheilige des Altarsakraments galt. Beide Figuren sind Kopien; die Originale befinden sich in der Marienkapelle im Innern der Kirche.
An die Nordwand des Langhauses schließt die Marienkapelle leicht zurückspringend an. Ihre Rundung ist nicht voll ausgebildet; sie reicht mit dem dritten Strebepfeiler in die Mauer des Hochchors hinein. Vier dreiachsige Spitzbogenmaßwerkfenster untergliedern die Außenwandung. Am Zwischenpfeiler ist das Sandsteinbildwerk einer thronenden Muttergottes mit Kind zu sehen; das Original zu dieser ergänzten Kopie ist in der Marienkapelle aufgestellt.

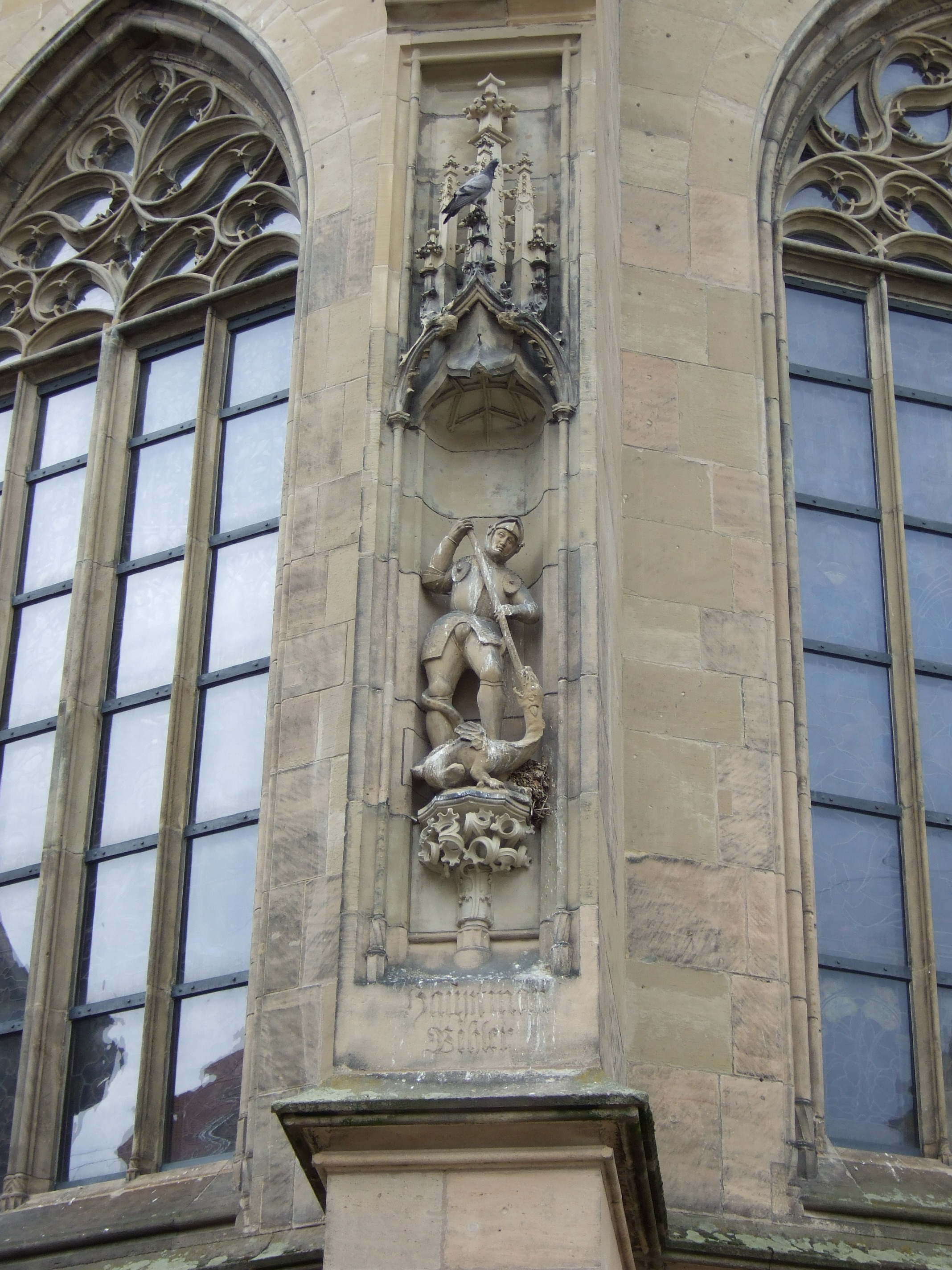
Heiliger Georg

### Chorseite
Der Hochchor wird in etwa 2/3 der Gesamthöhe durch einen Umlauf unterteilt. Dreigeschossige Strebepfeiler gliedern die Wände, in denen sich unten vierachsige, oben dreiachsige Spitzbogenfenster befinden. Die Maßwerke dieser Fenster sind zum Teil erneuert. Die Mittelstäbe der unteren Seitenfenster tragen außen und innen Statuenbaldachine. Auf der Südostseite des Chors ist das Steinbildwerk des Heiligen Georg mit dem Drachen zu sehen, darunter eine Inschrift, die auf den Burgvogt Georg Bihler verweist, der im Jahr 1641 100 Gulden für den Wiederaufbau der Kirche stiftete.

## Kirchturm
Eine Rechtecktür bildet den Eingang in den Treppenturm, der mit einer steinernen Wendeltreppe bis auf das Niveau des vierten Turmstockgeschosses hinaufführt. Über einen Verbindungsbalkon gelangt man in den eigentlichen Turm und ins alte, nicht mehr benutzte Treppenhaus.
Der Aufstieg über die steile Stahlwendeltreppe führt an den Glocken und der mittlerweile digitalisierten Turmuhr vorbei zum steinernen Turmumgang, der eine herrliche Aussicht über die Stadt bietet. Das alte mechanische Uhrwerk der Turmuhr befindet sich heute im gegenüberliegenden Stadtmuseum.

### Glocken
Die Stadtkirche besitzt sieben Glocken.
Die Kreuzglocke (113,5 cm, f¹, 800 kg) ist die älteste: 1652 wurde sie von Conrad und Claude Rosier gegossen. Sie ist mit Blättern, Ornamenten und Engelsköpfen verziert und trägt die Inschrift:
„Als im Jahr dies Statt durch Krieg eingeäschert war, das it mehr blieb dans Fuerstlich Schloss beim undern Thor ein Hauslein bloss stuend diese Kirch ohn Klang und Schal mit hochstem Trauren im Ramsthal MDCLII durch Freigebigkeit wurd dise Glok new zuberait das andermal durc Fewer lieef damit sie starck der Gmeine ruffe“.
Drei weitere Glocken wurden 1949 gegossen, um Ersatz für die 1942 für Rüstungszwecke abgelieferten und eingeschmolzenen Glocken zu schaffen. Diese Glocken stammen aus der Glockengießerei Heinrich Kurtz. Die Apostelsymbole dieser Glocken gehen auf den Bildhauer Helmuth Uhrig zurück.
Die Bet- oder Matthäusglocke (146,7 cm, des1, 1990 kg) trägt die Inschrift „Mir ist gegeben alle Gewalt im Himmel und auf Erden“ und „Siehe, ich bin bei euch alle Tage bis an der Welt Ende“ (Matthäus 28,20 ).
Die Lukas-Glocke (96,9 cm, as1, 549 kg) erhielt das Bibelwort „Ehre sei Gott in der Höhe und Friede auf Erden“. (Lukas 2,14 )
Die Markus-Glocke (86,9 cm, b1, 404 kg) trägt als Taufglocke die Worte „Lasset die Kindlein zu mir kommen“. (Matthäus 19,14  in der Fassung der Lutherbibel 1912)
2005 wurde das Geläut wieder mit 3 neuen Glocken der Glockengießerei Bachert auf die vor dem Stadtbrand 1634 bestehende Größe von 7 Glocken erweitert. Das erste siebenstimmige Geläut und die Glockenweihe erfolgte während eines Festgottesdienstes am 10. Juli 2005.
Die größte Glocke, „Gloriosa“ (198 cm, as⁰, 5105 kg) trägt neben christlichen Symbolen auch die Wappen der Schorndorfer Partnerstädte und die Inschriften „Ehre sei dem Vater und dem Sohne und dem Heiligen Geist“ (Doxologie) und „Heilig, heilig, heilig ist Gott, der Herr, der Allmächtige, der da war und der da ist und der da kommt“. Diese Glocke wird nur an Festtagen geläutet.
Die etwas kleinere Sonntagsglocke „Dominica“ (178 cm, b⁰, 3617 kg) trägt eine Abbildung der „Schorndorfer Weiber“ und ein Fischernetz mit den Kirchen der ACK sowie die Inschrift „Meine Seele erhebet den Herrn und mein Geist freut sich Gottes, meines Heilandes“ (Magnificat, Lukas 1,48) und „Ich bin gekommen, dass sie das Leben und volles Genüge haben“ (Johannes 10,10).
Die kleinste „Schied-“ oder „Johannesglocke“ (81,1 cm, c², 366 kg) trägt die Inschriften „Alles Ding währt seine Zeit, Gottes Lieb in Ewigkeit“ (aus dem Choral „Sollt ich meinem Gott nicht singen?“) und „Christus spricht: Ich bin das Brot des Lebens“ (Johannes 6,35).

### Schorndorfer Turmbläser

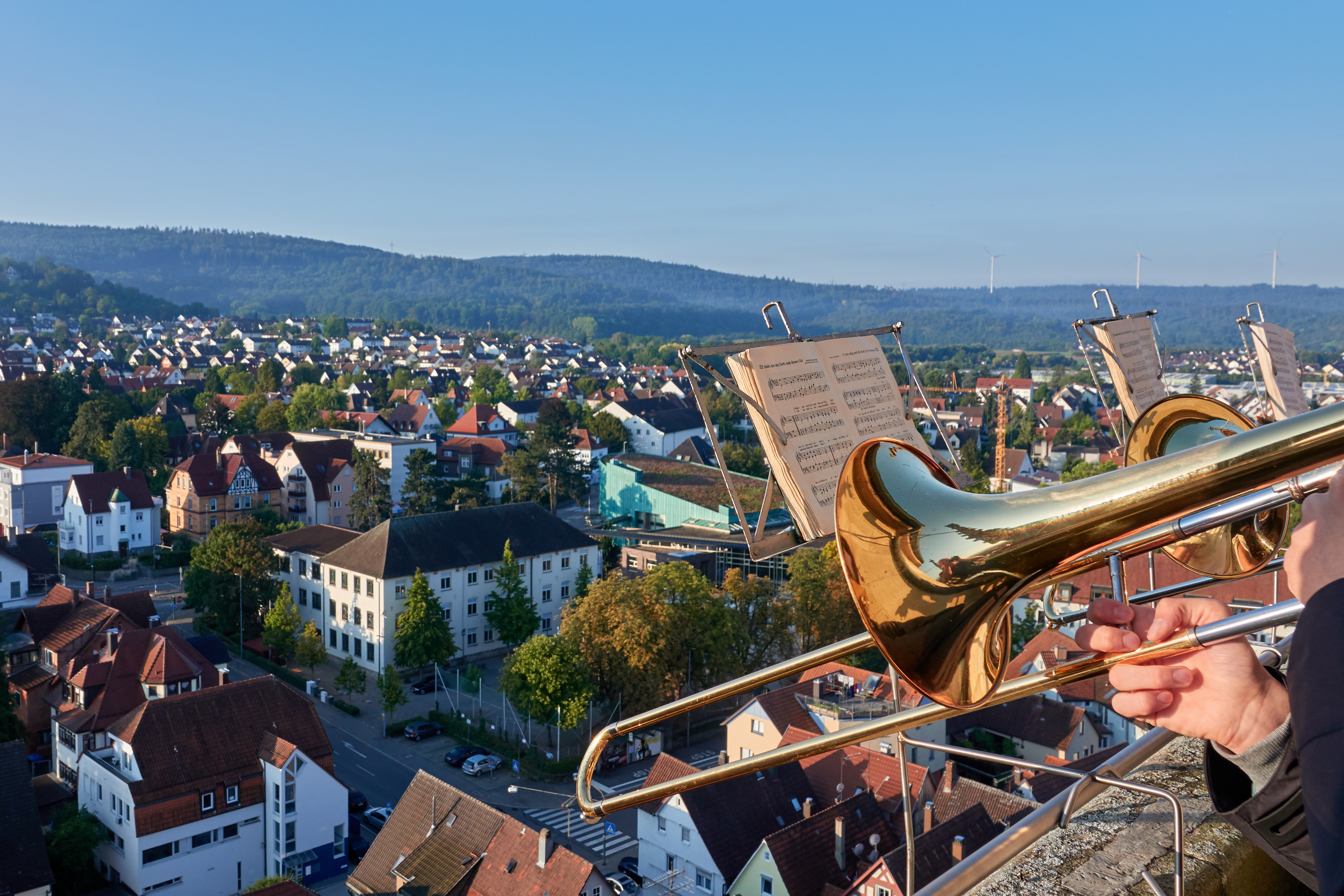
Turmbläser auf dem Schorndorfer Kirchturm

Seit mehreren Jahrhunderten besteht in Schorndorf die Tradition, dass vom Kirchturm Choräle mit Trompeten und Posaunen geblasen werden. Gab es bis ins 19. Jahrhundert noch einen angestellten städtischen Türmer mit Dienstwohnung im Kirchturm, wurde das Turmblasen Ende des 19. Jahrhunderts von der Stadtkapelle Schorndorf und ab 1898 vom CVJM-Posaunenchor Schorndorf übernommen. Bis heute spielen Bläser des Posaunenchores, wenn es das Wetter zulässt, jeden Sonntag um 8.00 Uhr und um 11.00 Uhr einen vierstimmigen Choral vom Turmumgang in alle vier Himmelsrichtungen.

## Inneres der Kirche

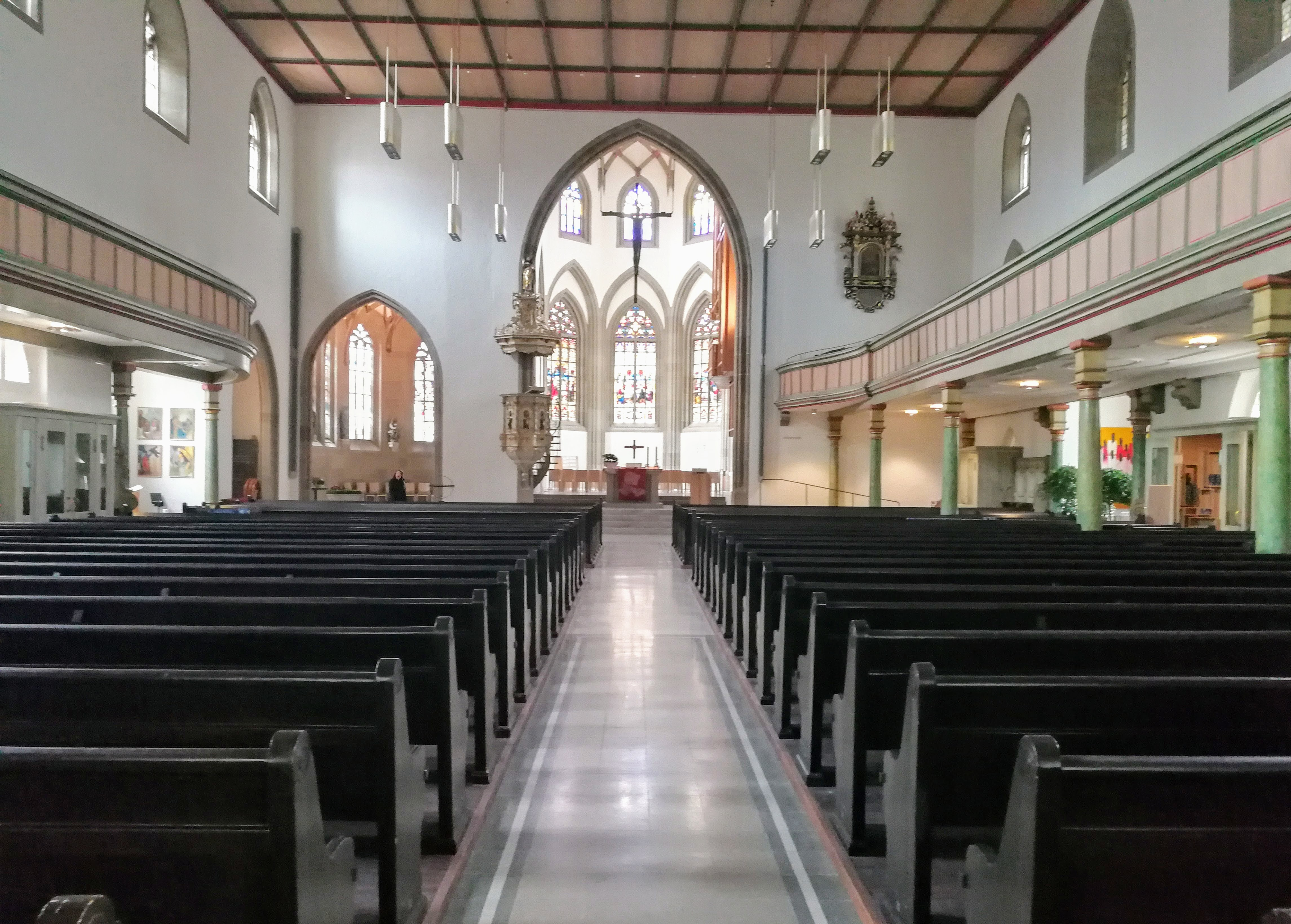
Innenraum, Blick nach Osten

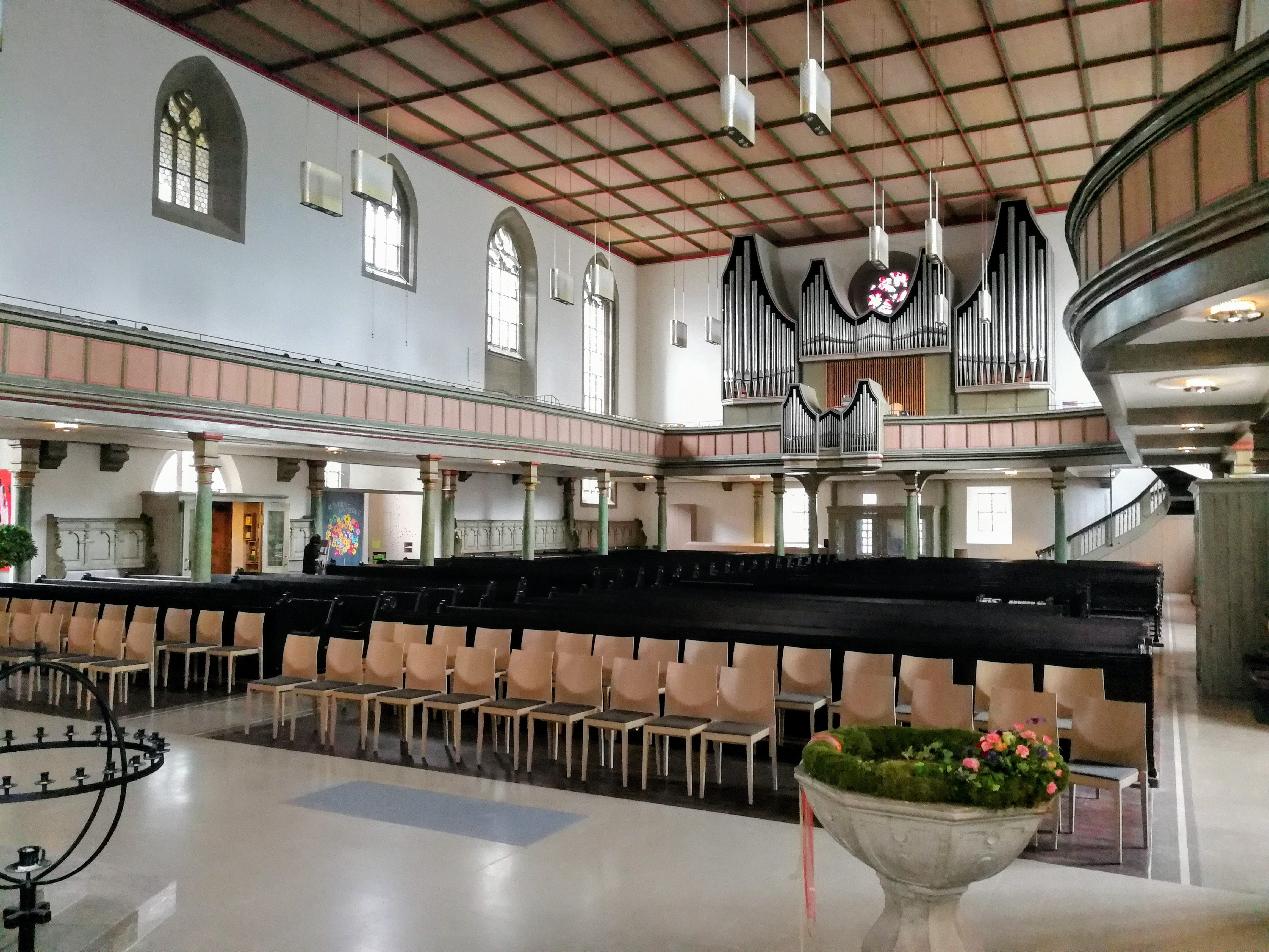
Innenraum, Blick nach Nordwesten

### Langhaus
Die Größe des Raumes (die Außenmaße der Kirche betragen etwa 60 × 25 Meter) beeindruckt vor allem wegen der fehlenden Seitenschiffe, die beim Stadtbrand von 1634 zerstört wurden, so dass heute der gesamte Innenraum durch die Täferdecke von 1660 überspannt wird. Die Emporen sind 1959 in der jetzigen Form angebracht worden, wobei alte Teile verwendet worden sind. Sie gliedern den Raum in der Höhe, durchschneiden freilich auch die alten Einsatz- oder Seitenkapellen.
Links bzw. westlich des „Brauttörle“-Eingangs neben dem alten Chorgestühl (1660 von Michael Hausch und Heinrich Kölle geschaffen) liegt die erste Einsatzkapelle. Die zweite Einsatzkapelle westlich des südlichen Haupteingangs ist nach oben durch ein Netzrippengewölbe abgeschlossen. Die Zwillingswendeltreppe von 1579 ist nur von der Empore aus zugänglich. Sie besteht aus zwei gegenläufigen Schnecken und ist angebaut worden, um für die erweiterte Westempore einen unmittelbaren Zugang von außen zu schaffen. Inschriften in der Treppenhauswand verweisen auf zwei Erneuerungen 1716 und 1909. Oben im Treppenhaus finden sich zwei der 1909 erneuerten Originaldelfine.
Auf der gegenüberliegenden Nordseite der Kirche befinden sich drei Einsatzkapellen; die westliche davon besitzt ebenso wie die gegenüberliegende ein Netzrippengewölbe mit zwei Schlusssteinen (Schmerzensmann und Mutter Gottes). Auf der Ostseite befindet sich ein Grabmal für Euphrosina von Rueff geb. Hirschmann (1646). Die zweite Einsatzkapelle auf der Nordseite besitzt ebenfalls ein Netzrippengewölbe; Schlusssteine sind nicht vorhanden. Auf der Westseite der östlichen Seitenkapelle befindet sich das Grabmal für Christoph von Rueff (1656) und seine Frau Susanna Regina geb. Hillinger (1655).
In die östliche dieser drei Nordwand-Seitenkapellen ist über der Tür ein von Ada Isensee 2006 gestaltetes Fenster mit einer theologischen Interpretation des Theaterstücks „Jedermann“ von Hugo von Hofmannsthal eingebaut worden. Die Grundmotive des mittelalterlichen Mysterienspiels wurden von der Künstlerin mit dem biblischen Bild von Mose vor dem brennenden Dornbusch in Verbindung gebracht.
Das Rosettenfenster in der Westwand zeigt über dem Orgelprospekt mehrere musizierende Engel, 1961 gestaltet vom Schorndorfer Künstler Werner Oberle (1912–1990).

### Marienkapelle
Die Marienkapelle wird heute als Taufkapelle genutzt. Dementsprechend ist die Gestaltung der vier Fenster, 1961 vom Stuttgarter Glasmaler Adolf Valentin Saile geschaffen und von Frauengruppen der Gemeinde gestiftet: neben den drei Ornamentfenstern (Wiedergeburt der Christen aus Wasser und Geist) stellt das Ostfenster das „Urdatum“ Israels dar, den Durchzug der Israeliten durchs Rote Meer. Der Taufstein von 1660 enthält einen Bronzeeinsatz von Ulrich Henn (1959).
Besonders ist das Deckengewölbe mit der Wurzel Jesse: Netzgewölbe mit Rippen bilden ein Ornament aus miteinander verbundenen Ringen, die 27 Halbfiguren tragen. Sie stellen den Stammbaum Jesu dar, der bei Isai (= Jesse) beginnt. Aus dem liegenden Isai entspringt die Wurzel, die über David bis hin zu Maria mit dem Jesuskind führt. Die einzelnen Figuren tragen Namensbänder.
An der Nordwand wurden die Originalstatuen der Nordfassade aufgestellt. Besonders die Figur der Maria ist stark verstümmelt.

### Kanzel
Neben der Marienkapelle hängt die prunkvoll geschnitzte Kanzel von 1660. Sie ist durch den Kunstschreiner Andreas Stellmacher gefertigt und von dem Gmünder Maler Friedrich Ulmer bemalt worden.
Die achteckig aufgebaute Kanzel, die vom Stil her zwischen Spätrenaissance und Barock steht, zeigt die vier Evangelisten mit ihren Symbolen, von links nach rechts Matthäus, Markus, Lukas und Johannes, und ist mit Engelsköpfen verziert. Auch den prunkvollen Schalldeckel schmücken Engelsköpfe; seine Unterseite zeigt eine Taube als Symbol des Heiligen Geistes. Auf dem Schalldeckel ist die Statue des thronenden Christus zu sehen, der an jenem exponierten Ort als der eigentliche Herr der Kirche in Erscheinung tritt. Zur Kanzel gehören auch zwei jetzt getrennt hängende Tafeln von der Brüstung des Kanzelzugangs; sie befinden sich auf der rechten Seite des Chorbogens an der Ostwand des Schiffes.

### Chor
Das Bronzekruzifix im Chorbogen stammt von Ulrich Henn und wurde 1960 angefertigt. Der Hochchor besitzt ein eindrucksvolles Sternnetzgewölbe; insgesamt acht Schlusssteine unterschiedlicher Größe krönen die kunstvoll verlaufenden Linien. Abgebildet sind von West nach Ost Martin Luther, Johannes Calvin, Anna selbdritt, ein Kleriker mit Buch (vermutlich einer der Kirchenheiligen), ein Schmerzensmann mit Rutenbündel und Geißel, ein Kleriker mit Palme und Buch (Kirchenheiliger), Maria mit dem den Weltapfel haltenden Jesuskind und zwei Engeln, die eine Krone über sie halten und ein weiterer Kleriker mit Palme und Buch. Die ersten beiden Abbildungen (Luther und Calvin) wurden erst 1908 angebracht und haben die jetzt im Eingangsbereich des Chors hängenden Abbildungen der Heiligen Katharina und eines Kirchenheiligen mit Palmwedel und Buch ersetzt.
Die Nordseite des Chors ist geprägt durch neun Epitaphe und Grabmale. An der Südseite befindet sich ein weiteres lebensgroßes Epitaph. Sie erinnern von links nach rechts an folgende Personen:
- Pfarrer Andreas Eyb (1595) und seine Frau Anna geb. Voltz (1597)
- Bürgermeister Michael Hirschmann (1634). Dieses Epitaph zeigt ein Nachtbild der Beschießung Schorndorfs am 24. November 1634 im 30-jährigen Krieg und stammt vermutlich von Johann Friedrich Trescher.
- Wilhelm Palm (1580) und seine Frau Susanna geb. Dauer (1576)
- Christoph Andreas Freiherr von Bernerdin zu Plüderhausen (1670) (Das vierte Epitaph hängt über dem dritten)
- Spezialis M. Thomas Hopfer (1678)
- Bürgermeister Melchior Breitner (1611) und seine Frau Agatha geb. Sterneisen (1611), Werk von Melchior Gockheler
- Dekan M. Daniel Friedrich Hauff (1817)
- Spezialis Johann Philipp Friedrich Maier (1805)
- Pfarrer M. Johann Christian Maier, der Sohn Johann Philipp Friedrich Maiers (1806)
- Obervogt Burghardt Stickel aus Leonberg (1613) und seine Frau Margarethe geb. Bihler (1621). Dieses Epitaph stammt von Bildhauer Jeremias Schwartz.

Auf der Ostseite des Chors sind die alten Altarschranken aufgestellt, die ursprünglich rechteckig den Hauptaltar umgaben und nach Osten und Westen geöffnet waren. Sie sind von Christian Ungerbühl 1738 angefertigt worden und sind durch vier Holzstatuetten verziert. In der heutigen Anordnung befinden sich von links nach rechts Mose, Johannes den Täufer, Simeon und Christus. Bemerkenswert sind die feine Schnitzarbeit und die kunstvollen Intarsien.

#### Chorfenster
Die farbigen Chorfenster von 1889 sind unter Heinrich Dolmetsch in das bestehende Maßwerk eingepasst worden. Sie stammen aus der Bayerischen Hofglasmalerei Gustav van Treeck und zeigen von links nach rechts die Auferweckung der Tochter des Jaïrus, das Heilige Abendmahl und die Grablegung Jesu. Die Szenen spielen sich unter einem baldachinartigen Aufbau ab, der gotische Architekturelemente aufgreift. Alle drei Fenster sind von Schorndorfer Bürgern gestiftet worden, deren Namen auf den Fenstern festgehalten sind. Die Darstellung des Abendmahls im mittleren Fenster erscheint 1901 als Dublette im unteren Teil des Chorfensters der Uracher Amanduskirche.
In den Obergaden des Chors sind durch den Schorndorfer Künstler Alfred Seidel (1913–2001) im Jahr 1999 neue Fenster gestaltet worden, das Triptychon „Glaube, Liebe, Hoffnung“: links der Mensch in der irren Fremde; Mitte: Mose, Kreuz, Auferstehung; rechts: David, der Lobsänger. Sie greifen Motive der Bibel auf, bringen diese aber mit Erfahrungen der Gegenwart zusammen. Diese Fenster wurden von einem Schorndorfer Unternehmen gestiftet.

#### Sakristei
Die Sakristei war ursprünglich gemeinsam mit ihrem Vorraum und dem restlichen Turmuntergeschoss eine Frühmesskapelle, die jedoch später als Läutestube verwendet wurde. Nach dem Umbau von 1958, der die vorher als Sakristei genutzte Marienkapelle wieder gottesdienstlichen Zwecken zuführte, ist die Läutestube zur Sakristei geworden. Zwei Konsolbüsten mit schwer zu deutenden Darstellungen zweier Männer fallen auf. In der Sakristei werden auch die sakramentalen Geräte aufbewahrt. Siehe auch: Sakramentale Geräte.

## Orgeln
Über die erste Orgel berichtet der Tübinger Historiker und Professor der griechischen Sprache Martin Crusius (1524–1607) in seinen Annales Suevici: „Die Orgel aber selbst ist 1516 gemacht worden; sie hat 15 Register mit Trompeten, Vögel, Pedal und Tremulanten“. Stifter des Instruments war der Schorndorfer Vogt Ulrich Gaisberg. Die Schorndorfer Orgel zeigte sich nach ihrer Fertigstellung größer und ansehnlicher als die früher gebauten Orgeln in Stuttgart und Tübingen. Beim Stadtbrand 1634 wurde auch die Orgel in Mitleidenschaft gezogen. Sie konnte gerettet werden, wurde aber erst 1660 wieder notdürftig instand gesetzt. Gründlich umgebaut und auf 30 Register vergrößert wurde sie 1706–1709.
Im Rahmen der Hauptkirchenrenovierung 1767/1768 versetzten die beiden Faurndauer Orgelmacher Johann Georg Späth und dessen Sohn Johann David Späth die Orgel vom Chor auf die Westempore und erweiterten sie um 5 Register. 1842 wurde dann von dem damals renommiertesten Orgelmacher des Landes, Eberhard Friedrich Walcker aus Ludwigsburg, eine neue Orgel mit 33 Registern auf zwei Manualen und Pedal aufgestellt. 1909 wurde diese Orgel gegen den Rat der Musiksachverständigen von der Westempore in den Chor verlegt, was nicht nur klanglich ungünstig war, sondern auch die ursprüngliche Raumkonzeption völlig zerstörte. Im Zuge der 1958 durchgeführten Renovierung der Kirche wurde nicht nur dem Raum seine ursprüngliche Achse zurückgegeben, sondern auch der Orgel wieder ihr angestammter Platz auf der Westempore zuerkannt. Eine Wiederverwendung der alten Orgel kam nicht in Betracht, und so erhielt die Schorndorfer Stadtkirche 1961 eine neue Hauptorgel, die architektonisch und musikalisch den Gegebenheiten des Raumes und den neuen kirchenmusikalischen Anforderungen entsprach.

### Hauptorgel

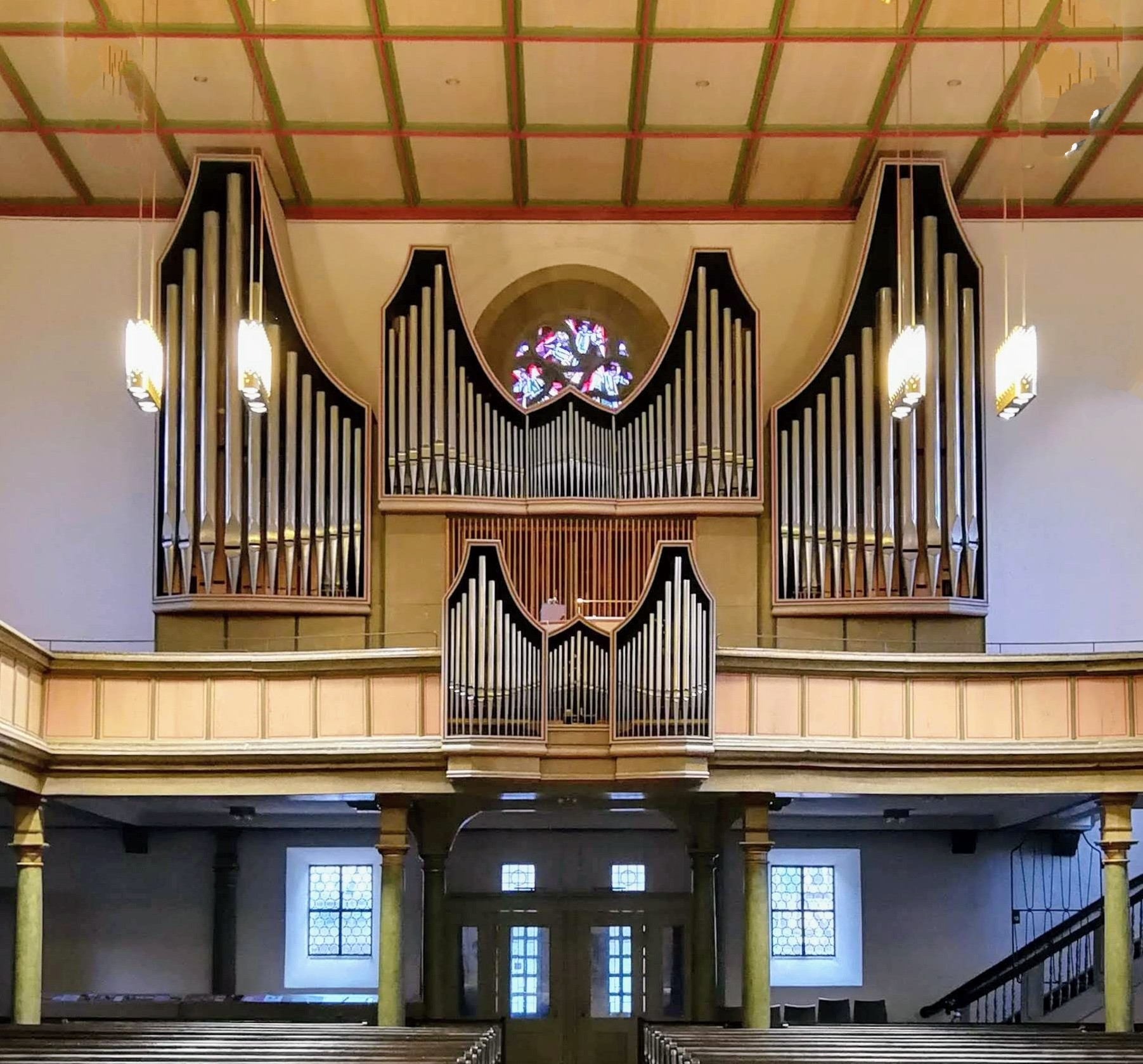
Empore mit Prospekt und Rückpositiv der Hauptorgel

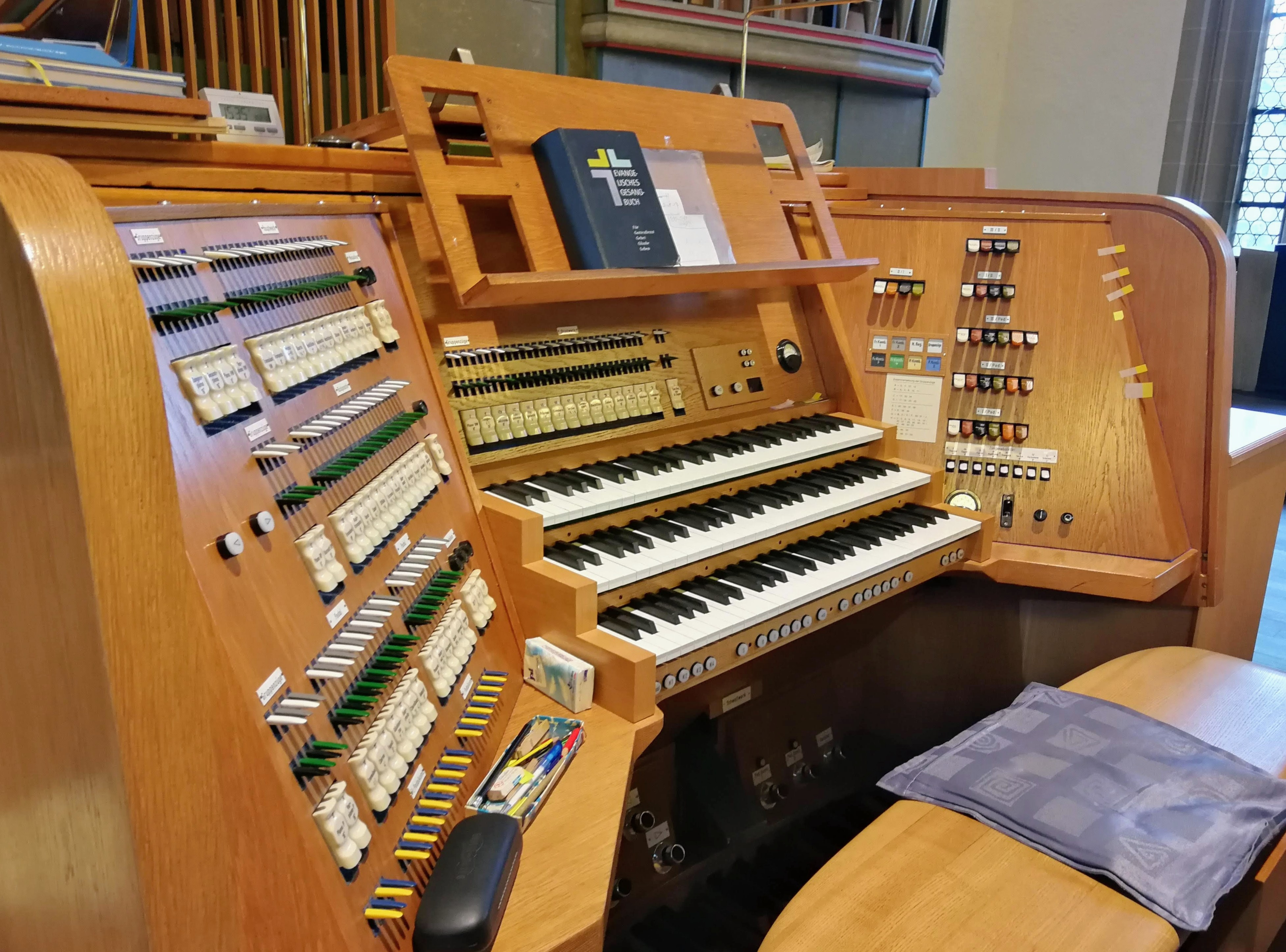
Spieltisch der Hauptorgel

Die heutige Orgel von 1961/1962 wurde wiederum von der Firma Walcker als Opus 4441 gebaut. Disposition und Mensuren stammen von Helmut Bornefeld (Heidenheim). 2014 wurde das Instrument von der Werkstätte für Orgelbau Mühleisen, Leonberg, restauriert und um eine moderne Setzeranlage erweitert. Das Schleifladen-Instrument hat heute insgesamt 46 Register auf drei Manualen und Pedal. Die Spieltraktur ist mechanisch, die Koppel- und die Registertraktur elektromechanisch. Für die Prospektgestaltung zeichnete Paul Heim verantwortlich.
| I Rückpositiv C–g3 |               |
| Stillgedackt       | 8′            |
| Quintade           | 8′            |
| Principal          | 4′            |
| Rohrflöte          | 4′            |
| Rohrnasard         | 2 ⁄3′         |
| Ital. Principal    | 2′            |
| Terznone II        | 1 3⁄5′ + 8⁄9′ |
| Sifflöte           | 1 ⁄3′         |
| Scharf IV          | 1′            |
| Unruh III          | 1⁄3′          |
| Kopftrompete       | 8′            |
| Tremulant          |               |

| II Hauptwerk C–g3 |            |
| Quintade          | 16′        |
| Principal         | 08′        |
| Gemshorn          | 08′        |
| Nonenkornett III  | 5 1⁄3′     |
| Octave            | 04′        |
| Nachthorn         | 04′        |
| Gambetta II       | 4′ + 2 ⁄3′ |
| Hohlflöte         | 02′        |
| Quarte II         | 1 ⁄3′ + 1′ |
| Mixtur IV–VI      | 1 ⁄3′      |
| Trompete          | 08′        |
| Tremulant         |            |

| III Brustwerk C–g3 |                |
| Salicional         | 08′            |
| Rohrpommer         | 08′            |
| Flötgedackt        | 04′            |
| Principal          | 02′            |
| Gemshorn           | 02′            |
| Tertian II         | 1 3⁄5′ + 1 ⁄3′ |
| Siebenquart II     | 1 ⁄7′ + 16⁄19′ |
| Blockflöte         | 01′            |
| Zimbel III         | 1⁄3′           |
| Sordun             | 16′            |
| Vox humana         | 08′            |
| Schalmei           | 04′            |
| Tremulant          |                |

| Pedalwerk C–f1  |         |     |
| Principal       | 16′     |     |
| Untersatz       | 16′     |     |
| Quinte          | 10 2⁄3′ |     |
| Octavbass       | 08′     |     |
| Gedackt         | 08′     | (S) |
| Choralbass      | 04′     | (S) |
| Rohrpfeife      | 04′     | (S) |
| Hintersatz IV   | 5 1⁄3′  |     |
| Glöckleinton II | 2′ + 1′ | (S) |
| Posaune         | 16′     |     |
| Fagott          | 08′     | (S) |
| Clairon         | 04′     | (S) |
| Tremulant       |         | (S) |

Die mit (S) gekennzeichneten Register stehen auf einer Sololade des Pedals.
- Koppeln: I/II, III/I, III/II, I/P, II/P, III/P

### Chororgel

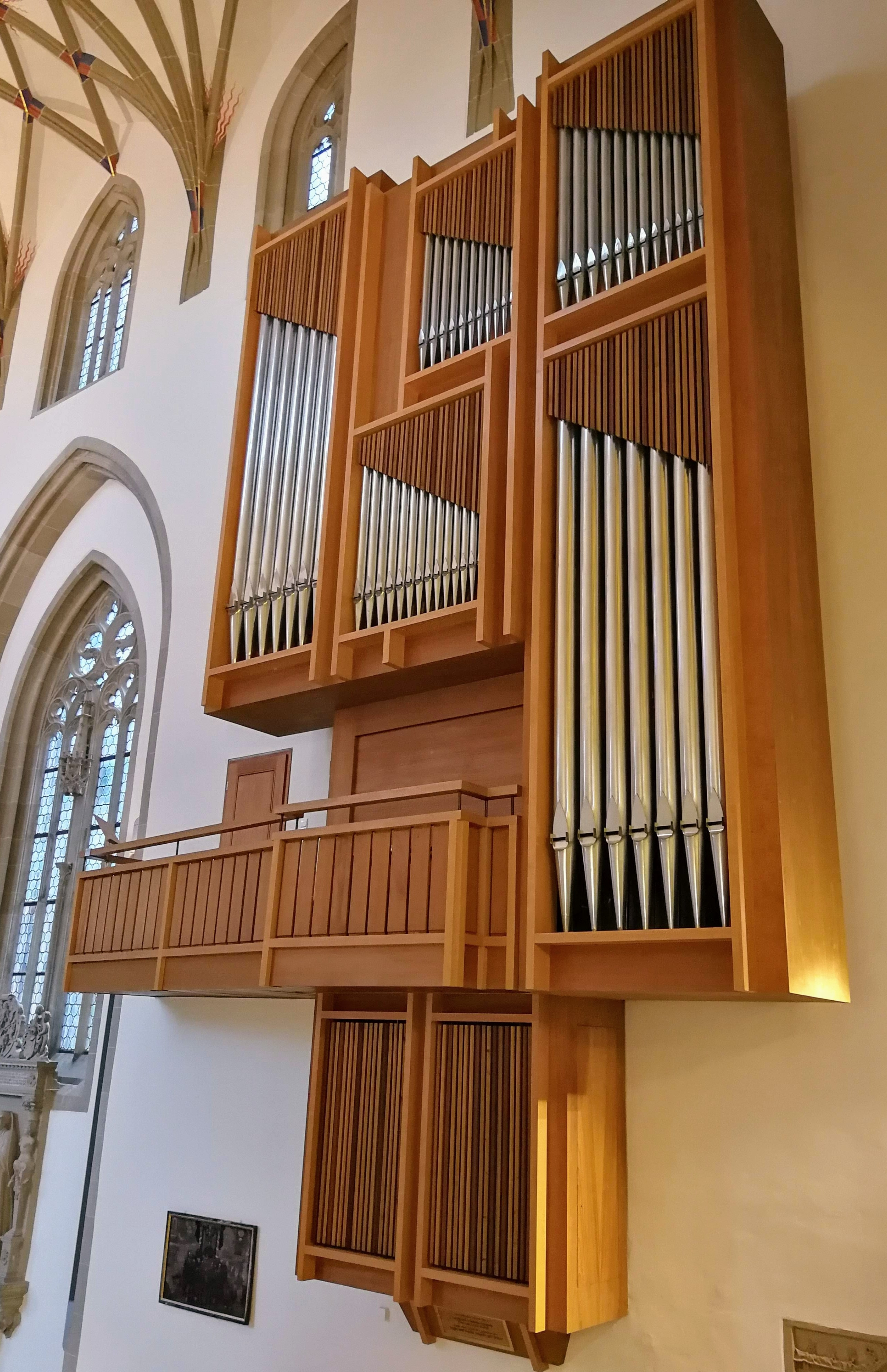
Chororgel

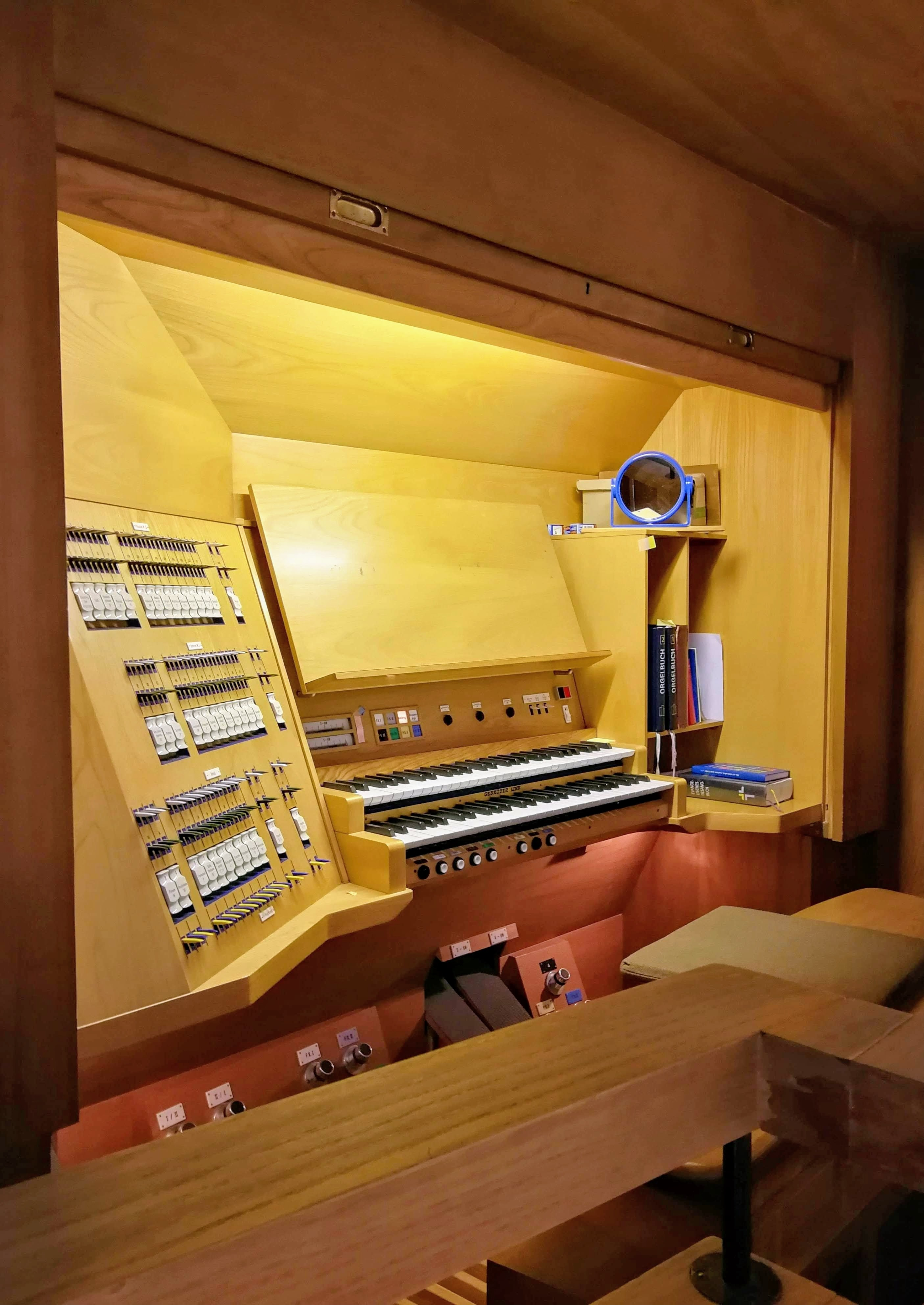
Spielschrank der Chororgel

Alte Überlegungen bezüglich einer Chororgel wurden wieder aufgegriffen, als in den 1970er Jahren eine Spende aus den USA vorlag. Weil eine Ostplatzierung aus denkmalpflegerischen und thermischen Gründen ausschied, blieb nur jene Form des „Schwalbennestes“, die früher schon oft genutzt wurde; so z. B. in Chartres, Straßburg und Ulm. Die Chororgel sollte neben der Westorgel zwar das „kleine“ Werk sein, aber doch so ausgestattet, dass es allen Anforderungen der zweimanualigen Literatur gerecht werden kann. Unter dieser Zielsetzung bekam das Instrument insgesamt dreiundzwanzig Register auf zwei Manualen und Pedal.
Das gesamte Rahmenwerk (auch der Empore) ist in Esche gearbeitet; alle Flächen sind lasierte Fichte. Die Gitterfelder sind aus mehreren Holzarten in verschieden gefrästen und gebeizten Stäben gefertigt. Erbaut wurde die Chororgel 1975/1976 von der Giengener Orgelmanufaktur Gebr. Link. Disposition, Mensuren und Prospektgestaltung stammen von Helmut Bornefeld (Heidenheim). Sie hat folgende Disposition:
| I Unterwerk C–g3 |                       |        |
| 1.               | Gedackt               | 08′    |
| 2.               | Rohrflöte             | 04′    |
| 3.               | Italienisch Prinzipal | 2′     |
| 4.               | Gemsquinte            | 1 ⁄3′  |
| 5.               | Hörnlein III          | 1 3⁄5′ |
| 6.               | Zimbel IV             | 1⁄2′   |
| 7.               | Rankett               | 16′    |
| 8.               | Trompete              | 08′    |
|                  | Tremulant             |        |

| II Hauptwerk C–g3 |              |       |
| 9.                | Quintade     | 16′   |
| 10.               | Schwegel     | 08′   |
| 11.               | Prinzipal    | 04′   |
| 12.               | Gemshorn     | 04′   |
| 13.               | Spitzquinte  | 2 ⁄3′ |
| 14.               | Waldflöte    | 02′   |
| 15.               | Larigot II   | 1 ⁄3′ |
| 16.               | Mixtur IV–VI | 1 ⁄3′ |
|                   | Tremulant    |       |

| Pedal C–f1 |                 |        |
| 17.        | Untersatz       | 16′    |
| 18.        | Prinzipal       | 08′    |
| 19.        | Flötgedackt     | 08′    |
| 20.        | Rohrpfeife      | 04′    |
| 21.        | Baßzink III     | 5 1⁄3′ |
| 22.        | Rauschpfeife II | 02′    |
| 23.        | Stille Posaune  | 16′    |
|            | Tremulant       |        |

- Koppeln: 4 Normalkoppeln (I/II, II/I, I/P, II/P)
- Spielhilfen: 4 freie Kombinationen, 2 freie Pedalkombinationen, 10 Gruppenzüge für verschiedene Pleno- und Farbstufen, Zungenabsteller, 2 Schwelltritte für Unterwerk und Hauptwerk mit zusätzlicher Bedienmöglichkeit für den Registranten

### Truhenorgel
Seit 2007 besitzt die Kirchengemeinde auch eine Truhenorgel des holländischen Orgelbauers Henk Klop. Sie besitzt dreieinhalb Register und geteilte Schleifen.

## Kirchenmusiker
Von 1977 bis 1991 war Gerhard Bornefeld (Bruder von Helmut Bornefeld) Kantor der Stadtkirche. Auf ihn folgte Hannelore Hinderer, die im Juli 2022 in den Ruhestand verabschiedet wurde. Seitdem ist Julian Handlos Stelleninhaber.

## Sakramentale Geräte
Der älteste Abendmahlskelch stammt von 1488. Dieses Datum ist in den Sechspassfuß des eher schlichten Kelches eingeritzt, der aus vergoldetem Silber und Kupfer besteht und in der zweiten Hälfte des 16. Jahrhunderts umgearbeitet wurde. Der sogenannte „Widerholtkelch“ von Hans Merzenbach aus vergoldetem Silber entstand 1630 und wurde von Conradt Widerholt und seiner Frau gestiftet. Auf die Stiftung verweist die eingravierte Inschrift, auf der auch die beiden Wappen wiedergegeben sind. Zu diesem Kelch gehört ein ebenso gravierter Hostienteller.
Die ziervergoldeten silbernen Abendmahlskannen von 1667 und 1669 von Jeremias Peffenhäuser zeigen jeweils ein gegossenes Abendmahlsrelief. Auf dem Deckel ist ein Lamm dargestellt; im Deckel ist das Schorndorfer Stadtwappenschild eingraviert.
Auffällig sind die Abendmahlskannen von 1723 und 1732 (Philipp Stenglin), die eingraviert eine Abendmahlsszene bzw. eine Darstellung der Kreuzigung Jesu zeigen. Auf der Abendmahlskanne von 1740 (Johann III Mittnacht), die von der für die Schorndorfer Stadtgeschichte wichtigen Bürgermeisterswitwe Barbara Künkelin geb. Agricola gestiftet wurde, ist der Gekreuzigte zusammen mit Maria Magdalena eingraviert.
Das Taufgerät (Jeremias Peffenhäuser) stammt von 1665 und ist eine Stiftung der Herzogin Antonia. Das Taufbecken trägt die hebräische Inschrift Kadosch, Kadosch, Kadosch („Heilig, Heilig, Heilig“ – vgl. Jesaja 6,3 ) und hat zwischen Palmzweigen einen Anker eingraviert, der von den Buchstaben A – V – W umgeben ist (vermutlich das Monogramm der Stifterin). Der hebräische Buchstabe J auf dem Anker bedeutet entweder Jahwe oder Jesus. Die Taufkanne ziert eine gegossene Darstellung der Taufe Jesu und auf dem Deckel ein Lamm.
Es gibt zwei ziervergoldete silberne Hostiendosen von 1630 und 1652. Die eine ist in Sechspassform gestaltet und trägt auf dem Deckel ein Lamm; die andere weist durch die Gravur auf den Sechseckseiten auf den Namen ihrer Stifterin hin.